# IFK Norrköping BF
IFK Norrköping BF startade den 31 mars 1931. Fram till 2005 var det en sektion under IFK Norrköping, men blev 2005 en egen förening under namnet IFK Norrköping BF underställd IFK Norrköpings Idrottsallians tillsammans med systrarna IFK Norrköping Fotbollsförening och IFK Norrköping Orienteringsklubb. IFK N Bowling var den första bowlingklubben/sportklubben med bowling på programmet i Östergötland. Sex bowlingklubbar bildades dock i Norrköping i början av 1931: NSB (Norrköpings Skohandlares Bowlingklubb); BSO (Bowlingklubben S:t Olof); DBV (De Bowlande Vännerna); IFK (Idrottsföreningen Kamraterna); SOS (Strike och Spare) och HDS (Hej va' Det Susar). Då SOS lagts ned övertogs namnet av den 1968 bildade klubben SOS-68, som 1994 gick in i IFK Norrköping. För närvarande spelar IFK N Bowling i Division 1 i det svenska seriesystemet. De mest tongivande spelarna är John Vall, Kent Salomon, Stefan Jansson och spelande tränare Oscar P.

## Seriespel
IFK Norrköping har spelat i Sveriges högstadivision.